# Förvandlingens ö
Förvandlingens ö (originaltitel: The Island of Dr. Moreau) är en film från 1977 i regi av Don Taylor. Filmen bygger på romanen Doktor Moreaus ö från 1896, av H.G. Wells.

## Handling
Andrew från det förlista skeppet The Lady Vain hamnar på en ö där Dr. Moreau utför experiment för att få fram människoliknande djur. 